# Правительство Таиланда
Правительство Таиланда, официально Королевское Тайское правительство (тайск. รัฐบาลไทย), — высший исполнительный орган государственной власти унитарного государства Королевства Таиланд. 

## История

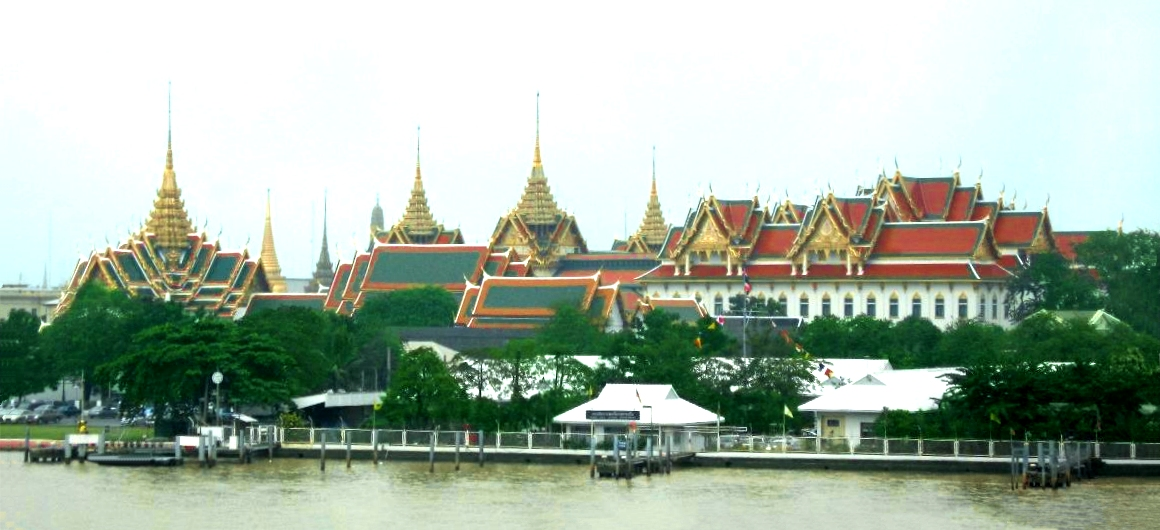
Вид на Большой дворец с реки Чаупхрая

Современное национальное государство возникло после основания династии Чакри и города Бангкока в 1782 году. Сиамская революция 1932 года положила конец абсолютной монархии и привела к конституционной монархии. С тех пор страной правили руководители Вооружённых сил Таиланда, бравшие власть в результате военных переворотов. Последний произошёл в Таиланде в мае 2014 года. Конституция страны 2007 года в 2014 году была отмена.
За свою историю Таиланд жил по семнадцати конституциям. Правительство Таиланда состоит из трёх ветвей: исполнительной, законодательной и судебной власти. Система государственной власти создана по образцу Вестминстерской системы. Все ветви власти сосредоточены в Бангкоке, столице Таиланда.
С мая 2014 года в Таиланде правят военные. Современное военное правительство Таиланда называется: Национальный совет для мира и порядка. Король Таиланда Пхумипон Адульядет указом 26 мая 2014 года назначил руководителем Национального совета для мира и порядка генерала Праюта Чан-Оча.

## Монархия

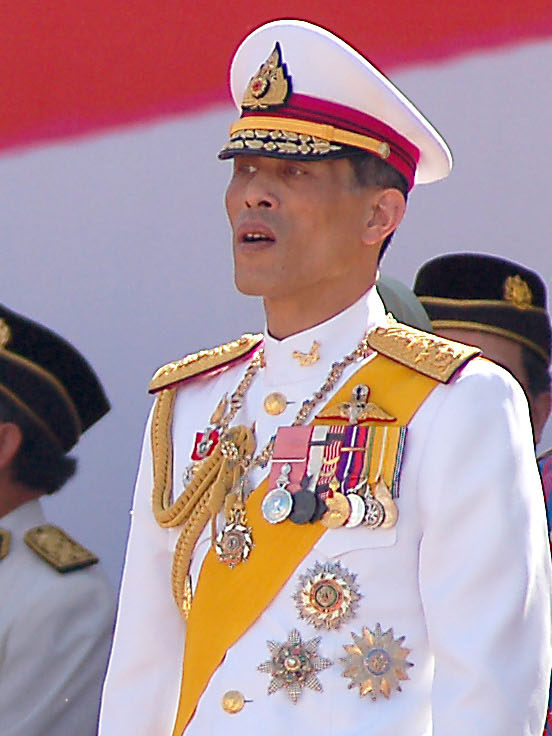
Король Маха Вачиралонгкорн на престоле с 2016 года.

Король Таиланда Вачиралонгкорн (или Рама Х) правит страной после смерти отца Пумипона Адульядета (Рама IX) с 13 октября 2016 года, в реальности он является монархом с 1 декабря 2016 года. Конституция страны устанавливает, что король осуществляет властные полномочия тремя ветвями тайского правительства. В соответствии с Конституцией, королю даётся мало реальных полномочий, но он по-прежнему остаётся олицетворением и символом тайской нации. Как глава государства, он имеет некоторые полномочия и играет свою роль в работе правительства. Согласно Конституции, король является главой вооружённых сил. Он обязан быть Буддистом, защитником всех вероисповеданий в стране. Король сохранил некоторые традиционные полномочия, такие как право назначать своих наследников, помиловать, осуществлять королевские санкции.
Король является главой дома Чакри, правящей династии Таиланда, основанной в 1782 году королём Буддха Йодфа Чулалокой (Рама I). Монархия и королевская семья пользуются в Таиланде большим уважением. Предыдущий монарх также имел в стране большой авторитет, который был им использован для разрешения политических кризисов. Официальной резиденций монарха является Большой дворец в Бангкоке, однако нынешний король живёт во Дворце Читралада в Бангкоке или Клай Кангвонв Хуа Хине. Монарх управляет Бюро королевского двора и его финансами. Престолонаследие в стране регулируется законом «О Престолонаследии», принятом в 1924 году королём Вачиравудом.

## Исполнительная власть

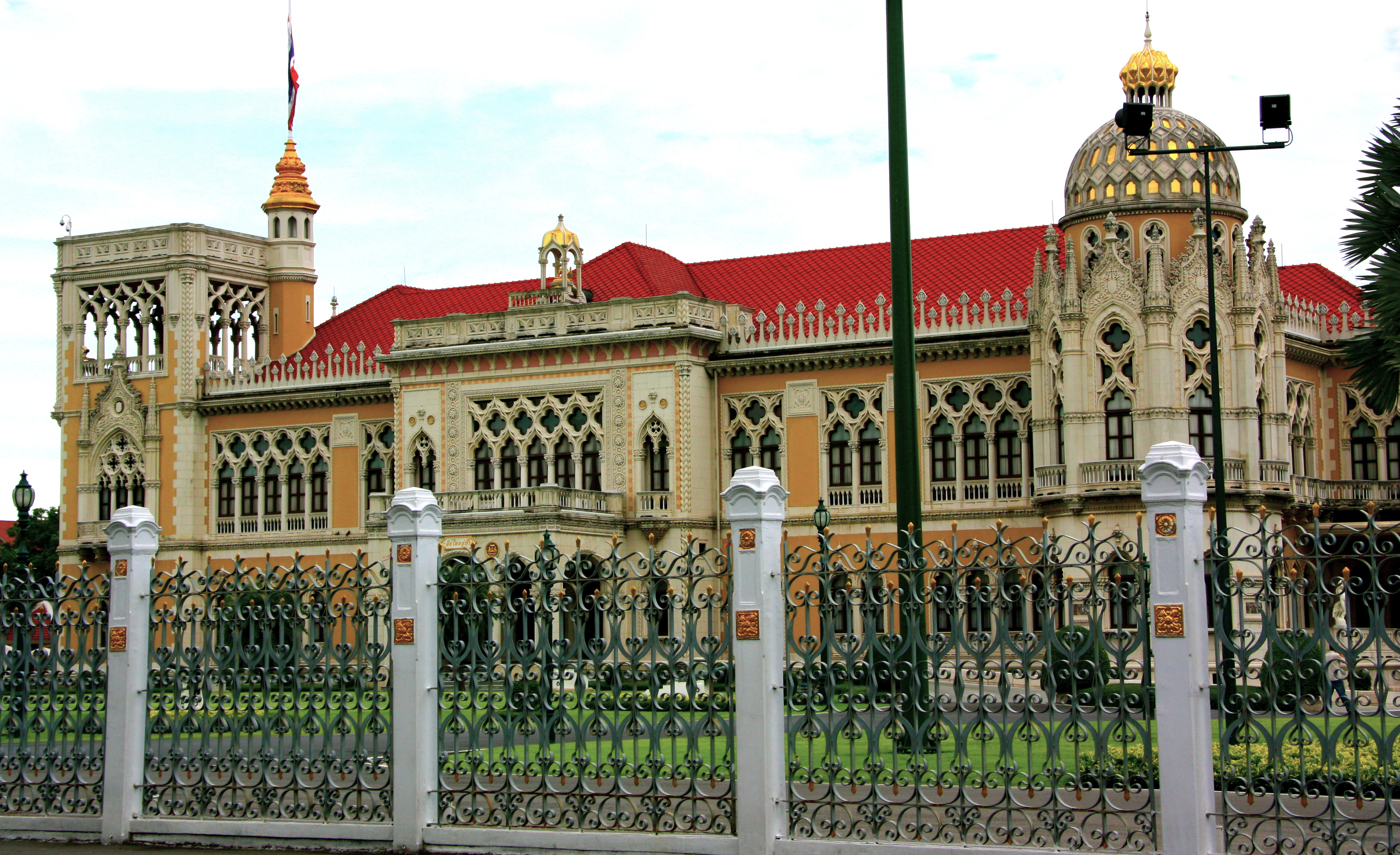
Дом правительства Таиланда, офисы премьер-министра и кабинет министров Таиланда

### Премьер-министр
С 1932 года главой правительства Таиланда является премьер-министр Таиланда. Это, как правило, лидер крупнейшей партии и крупнейшей коалиционной партии в нижней палате парламента. Премьер-министр, в соответствии с Конституцией, избирается на выборах в нижнюю палату, затем официально назначается королём.
Премьер-министр, как глава исполнительной власти, является также лидером Кабинета министров Таиланда. Премьер-министр сохраняет за собой право назначать или снимать любого министра. Как самый влиятельный член правительства, премьер-министр представляет страну за рубежом и является представителем правительства в своей стране. Официальной резиденцией является особняк Пхитсанулок районе в Дусит, Бангкок.
Первой женщиной – премьер-министром Таиланда была Йинглак Чинават, член партии Пхыа Тхаи. Она была отстранена от должности Конституционным судом Таиланда 7 мая 2014 года по обвинению в злоупотреблении властью. Её заменил премьер-министр  Ниваттхумронг Бунсонгпайсан, а затем сменил генерал Прают Чан-оча, лидер военных.

### Кабинет министров
Кабинет министров Таиланда или Совет Министров Таиланда состоит из 35 государственных министров и заместителей министров, которые руководят министерствами королевства. В настоящее время в стране насчитывается 20 министерств. Кабинет министров несёт ответственность за формулирование и осуществление политики правительства. Членами кабинета не обязательно должны быть членами нижней палаты. Канцелярия премьер-министра находится в здании с названием дом Правительства Таиланда.

## Законодательная власть

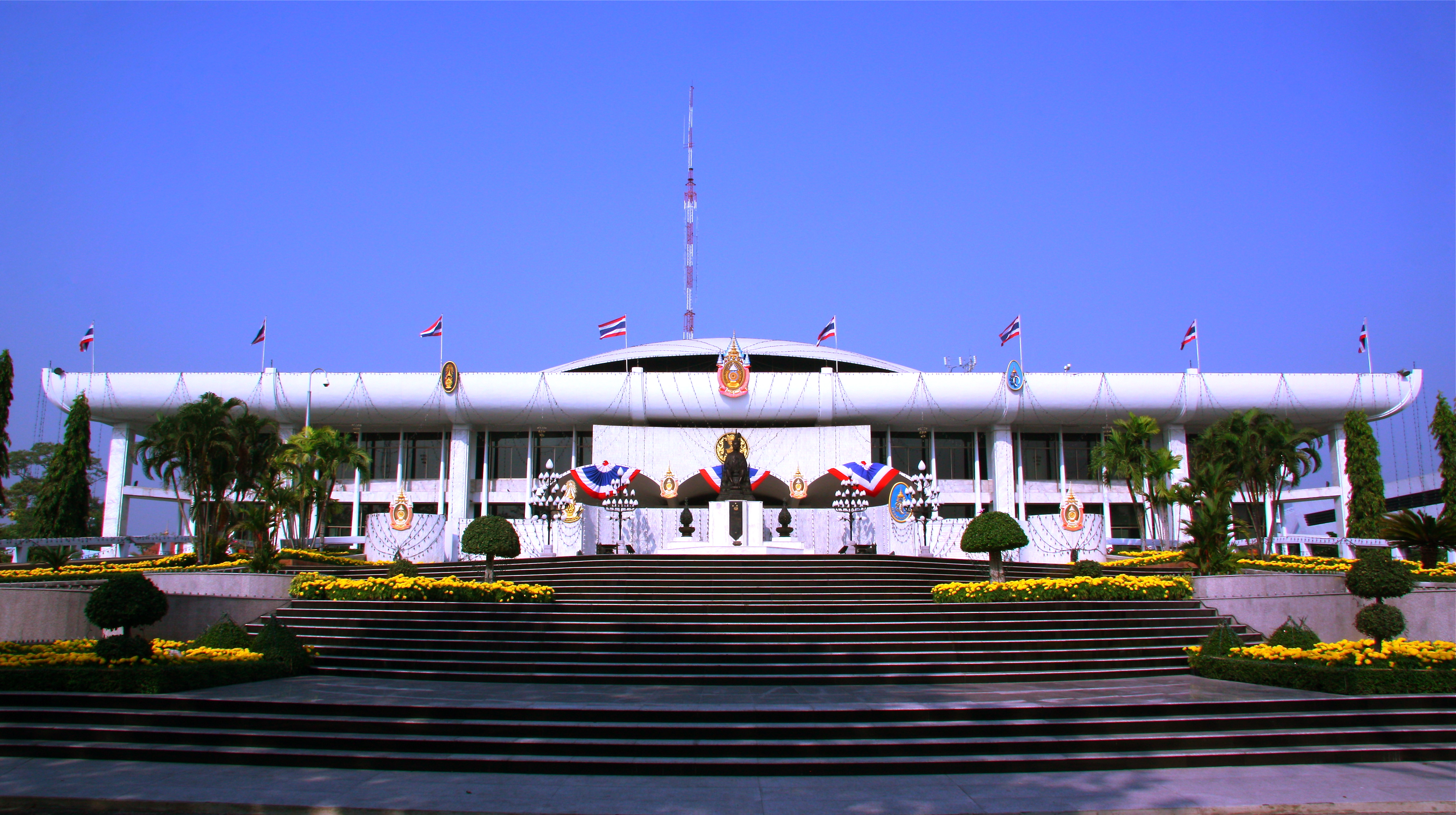
Здание парламента Таиланда, с 1974 года - место заседаний Палат представителей и Сената

### Национальная ассамблея Таиланда
Законодательная ветвь власти (парламент Таиланда) была учреждена в рамках "временной" Конституции 1932 года. Национальная ассамблея Таиланда представляет собой двухпалатный законодательный орган и состоит из двух палат: Сената и Палаты представителей. Законодательная власть приобрела свой нынешний вид в 2007 году. Национальная ассамблея Таиланда состоит из 650 членов. Обе палаты Национального собрания заседают в здании парламента Таиланда.

#### Сенат
Верхняя палата законодательной власти была впервые создана в 1946 году. На протяжении большей части своей истории Сената была оплотом военных и государственных элит. Нынешний Сенат состоит из 150 членов. Семьдесят шесть членов избираются по одному от каждой из 76 провинций Таиланда. Провинция (Бынгкан не избирает сенатора, так как входит в Большой Бангкок. Другие 74 члена Сената назначаются.
Члены Сената строго беспартийные, они не могут быть членами палаты представителей, судебных органов или состоять в кабинете министров в течение пяти лет. Сенат наделён правом консультировать назначение членов судебных органов и независимых государственных органов. Члены сената избираются на шесть лет без возможности продления. Сенат не может быть распущен. Сенат работает под руководством председателя Сената, который является также вице-председателем Национального собрания. Ему помогают в работе два вице-председателя Сената. Последние выборы в Сенат проводились в 2008 году.
С 2014 года по 2017 год Сенат и Палата представителей были упразднены "Национальным советом для мира и порядка" (НОКЦ). С 2017 года, после разработки и принятия новой конституции, Сенат действует, в рамках полномочий верхней палаты парламента. 

#### Палата представителей
Нижняя палата законодательной власти существует в той или иной форме с 1932 года. Палата представителей является основным законодательным органом правительства Таиланда. В её состав входят 500 членов. Триста семьдесят пять депутатов избираются напрямую в одномандатных избирательных округах по всей стране. Остальные 125 членов выбираются с помощью "пропорционального представительства" по партийным спискам. Эта система называется "мажоритарной", в ней избиратель имеет два голоса, один от избирательного округа депутата, а другой-от партии избирателей избирательного округа.
Палата имеет право снять премьер-министра и распустить кабинет министров путём выражения вотума недоверия. Палата работает в течение четырёх лет, однако роспуск нижней палаты может произойти в любое время до истечения срока. Палата возглавляется председателем Палаты представителей, который также является председателем национальный ассамблеи Таиланда. Ему помогают в работе два вице-спикера.
Лидер крупнейшей партии и крупнейшей коалиционной партии обычно является премьер-министром страны, а лидер крупнейшей партии без министерских постов становится лидером оппозиции. Лидером оппозиции имеет в стране значительное влияние. Он помогает работе теневого кабинета. 
С 2014 года по 2017 год Палата представителей и Сенат были распущены в стране 22 мая 2014 года НОКЦ. С 2017 года после разработки и принятия новой конституции Палата представителей действует в рамках полномочий нижней палаты парламента.

## Судебная система

Печать королевского тайского правительства

Судебная система Таиланда состоит из четырёх отделений: военный суд, суд системы правосудия, система административных судов и Конституционный суд.

### Суды
Суды Таиланда являются крупнейшей судебной системой и составляют основу судов в королевстве. Суды, как предусматривалось Конституцией, состоят из трёх частей: суд первой инстанции, апелляционный суд и Верховный суд Таиланда.
Судьями назначаются граждане страны, сдавшие экзамен и прошедшие назначение. Один экзамен проводится для судей, прошедших обучение в Таиланде, а другой - для судей, которые окончили иностранные юридические учебные заведения. Все судьи назначаются королём

### Административные суды
Административно-судебная система состоит из двух частей: административные суды первой инстанции и высший административный суд. Судебная система была создана в Таиланде в 1997 году. Суд основной юрисдикции занимается урегулированием споров между государством или государственными органами (правительством, министерствами, агентствами) и частными лицами.

### Конституционный суд
Конституционный суд Таиланда был создан в 1997 году для регулирования вопросов, касающихся действующей Конституции. Особенно актуальной его работа стала после политических кризисов в стране.

### Верховный суд
Верховный суд является высший судебный орган Таиланда. Он охватывает уголовные и гражданские дела всей страны. Работает независимо от Административного и Конституционного Суда. Решение Верховного суда является окончательным, истец или ответчик не могут требовать дальнейших апелляций. Члены Верховного суда назначаются из числа судей апелляционного суда, имеющих выслугу лет, обширные знания и опыт .

## Правовая система

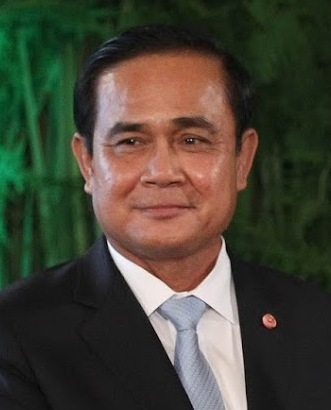
Прают Чан-Оча, премьер-министр Таиланда с 24 августа 2014 года

Правовая система Таиланда сочетает в себе тайские традиции и Западные законы. Традиционные "тайские" законы связаны с законами Кхмерской Империи. Правовая система Таиланда часто критикуется за суровость наказаний или допущение смертной казни за такие преступления, как хранение наркотиков или контрабанду, и мягкость наказаний за такие преступления, как терроризм и семейное насилие.
Судебные апелляции подаются в течение тридцати (30) дней после вынесения приговора. В стране отсутствует суд присяжных. Только тайский гражданин может быть допущен к адвокатской практике. В южных приграничных провинциях Таиланда, где мусульмане составляют большинство населения, исламские комитеты имеют ограниченную юрисдикцию в отношении актов гражданского состояния, семьи, брака и развода.
C 2014 года по 2017 год в соответствии со статьёй № 44 временной Конституции Таиланда 2014 года, премьер-министр и лидер НОКЦ имел полномочия для выполнения любых административных, законодательных и судебных действий.

## Внешняя политика
Внешняя политика Таиланда находится в ведении Министерства иностранных дел. Стратегическим планом современной внешней политики страны является: обеспечение хороших отношения с соседними странами и регионами Юго-Восточной Азии, содействие конструктивной роли Таиланда в АСЕАН, обеспечение конкурентоспособности и экономического сотрудничества .
Таиланд активно участвует в международных и региональных организациях, имеет тесные связи со странами-членами АСЕАН: Индонезией, Малайзией, Филиппинами, Сингапуром, Брунеем, Лаосом, Камбоджей, Бирмой и Вьетнамом, принимает участие во встречах глав государств и правительств стран-членов организации, который проходят дважды в год. Председательство в организации осуществляется в установленном порядке. В 2003 году Таиланд был председателем организации АСЕАН. C 1999 года войска Таиланда принимают участие в операциях международных миротворческих сил. 

## Местное самоуправление
Таиланд разделён на 76 провинций. 
| Административный порядок                 | Центральное правительство | Самоуправление (сельская местность)     | Самоуправление (муниципалитеты, городская местность)                           |
| ---------------------------------------- | --- | --------------------------------------- | ------------------------------------------------------------------------------ |
| Общегосударственный                      | Кабинет министров |                                         | Бангкок, Паттайя                                                               |
| Провинция                                | Офис местной администрации во главе с губернатором. Министерство внутренних дел назначает губернаторов всех провинций. В Бангкоке губернатор избирается на выборах. Офис местной организации контролирует и руководит Провинциальной администрацией. | Провинциальная администрация (PAO)      | Муниципалитет крупного города (тхетсабан накхон)                               |
| Ампхе (район)                            | Ампхе администрация (thiwakan amphoe) во главе с управляющим ампхе (district chief) | -                                       | Муниципалитет [среднего] города (тхетсабан мыанг) и поселка (тхетсабан тамбон) |
| Тамбон ("подрайон")                      | Управляющий тамбона | Администрация района (TAO, она же SAO). | -                                                                              |
| Мубан ("деревня" или "сельская коммуна") | Пху-Яй-Бан или "Староста деревни" | -                                       | -                                                                              |

## Информационное обеспечение
В ноябре 2015 года был создан правительственный сайт "GovChannel" (GovChannel Архивная копия от 28 июня 2018 на Wayback Machine), в котором приведена информация о всех государственных службах страны.